# 平岡養一
平岡養一（1907年8月16日—1981年7月13日），日本木琴演奏者，出生於日本兵庫縣尼崎市，畢業於慶應義塾大學經濟系。

## 親人
父親平岡富良是一名商人，姐姐平岡榮香是日本的花式滑冰運動員，伯父平岡弘是日本第一支棒球隊的創始人，堂兄平岡聖二亦是一名音樂家。

## 獲得獎項
在1978年，平岡養一被授予勳四等瑞寶章。

## 相關書籍
通崎睦美：《平岡養一的木琴時代》之《天衣無縫的音楽人生》（講談社在2013年9月9日出版）